# Universidad Estatal Ball
La Universidad Estatal Ball (Ball State University en inglés) es una universidad pública situada en Muncie, Indiana, Estados Unidos de América. Lleva como nombre el apellido de los hermanos Ball, Frank Ball (1857-1943), Edmund Ball (1855-1925), Lucius L. Ball (1850-1932), William C. Ball (1852-1921) y George A. Ball (1862-1955), empresarios de Muncie y valedores de la universidad.
La universidad cuenta con aproximadamente 22.000 estudiantes, de los cuales 17.000 cursan carreras de pregrado y más de 5500 estudios de postgrado. Ofrece 190 programas de grado y 140 de postgrado.

## Campus
La universidad ocupa más de 1000 acres